# Brendan Kronheim
Brendan Kronheim (* 28. August 1970 in Wien) ist ein österreichischer Maler. Außerdem tritt er als Interventionskünstler im öffentlichen Raum und als Videokünstler in Erscheinung.

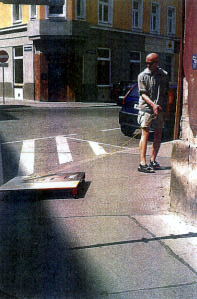
Performance Tischbilder Kronheim bei einer Tischbild Performance im öffentlichen Raum.

## Leben
Kronheims Mutter Auguste Kronheim (1937–2021) war Holzschneiderin, sein Vater Werner Kofler (1947–2011) war Schriftsteller. Kronheim studierte an der Wiener Universität für angewandte Kunst in der Meisterklasse Christian Ludwig Attersee Malerei und Experimentalfilm.
Er studierte an der Hogeschool voor de Kunsten in Arnhem (Niederlande). 1998 gründete er die Künstlergruppe t.a.s.c.
2002 wurde seine Tochter Brenda Höfler geboren.

## Ausstellungen (Auswahl)
- 2018:  Nova Germania - Hoek of the Brave Tischbilder, Glashausgalerie, Düsseldorf
- 2017: Nova Germania - Panopticum, Projektgalerie Labor, Köln
- 2016:  Artist without borders, (Beteiligung), Forum Schloss Wolkersdorf
- 2015: "Keep heads talking, Serge Wukounig",(Beteiligung), Well Well Well, Wien
- 2011:  Art Austria, (Beteiligung), Galerie Gans, Museum Leopold, Wien
- 2009: Intervention d'Aspern 09 – per Aspern ad astra Temporäres „KÖR“-Projekt aus Anlass des 200-Jahr-Jubiläums der Schlachten von Aspern und Wagram,                             Asperner Heldenplatz/Volksschule Aspern, Wien
- 2007: Gare d'attache Cologne, Galerie Rachel Haferkamp, Köln
- 2006: Gare d'attache, Museum of contextual art, Wien
- 2006: Kuratel – ein diskursiver Triptychon,( mit Martina Höfler) Galerie Rachel Haferkamp, Köln
- 2005: K2 reset, (mit Martina Höfler), Galerie Kunst und Handel, Graz
- 2005: Turn the tables, MAKniteprojekt, Museum f. angewandte Kunst, Wien
- 2004: Het daagelijks brood is een andere kunst, (mit Martina Höfler) pogmahon artclub, Wien
- 2003: Couchpaintings versus loungepaintings, Galerie Rauminhaltdesign, Wien
- 2002: Kuratel, ( mit Martina Höfler und Judith Lava ), Kunsthalle 8 / Galerie Kunstbüro, Wien
- 2002: Hoek of the brave I, Projektpräsentation, N.I.C.C. Antwerpen
- 2001: New european Artists, (Beteiligung), Sothebys Amsterdam
- 2001: Boutique Vienne, (mit Martina Höfler), C.A.T./„Mythos Großstadt“, Kunstforum Wien
- 2000: Basement destinations, Galerie Hohenlohe & Kalb und Firma Schönbichler, Wien
- 1999: Kopfstationen, (mit Hedwig Vormittag), Galerie Kalb, Wien
- 1999: Sorry we don´t cater people in a hurry - Globi,Projektpräsentation, ( gemeinsam mit Andrea Figl und Hedwig Vormittag ), Secession Wien

## Sammlungen
- 2018: Sammlung Goergens: Düsseldorf
- 2017: Stiftung Goergens, Köln
- 2017: WIENMUSEUM, Wien
- 2016: Stiftung Goergens, Köln
- 2011: Stiftung Goergens, Köln
- 2009: Museum auf Abruf - Sammlungen der Stadt Wien
- 2007: Vienna Insurance group
- 2005: Artothek – Sammlungen des Bundes / BELVEDERE 21
- 2005: Museum auf Abruf – Sammlungen der Stadt Wien ( t.a.s.c. wien)
- 2004: Museum auf Abruf – Sammlungen der Stadt Wien
- 2003: Sammlung Wienenergie
- 99/00: Sammlung Treichl
- 1998: Sammlung Attersee
- 1996: Siemens